# 아! 민주지산
"아! 민주지산"은 1999년에 개봉된 대한민국의 영화로, 민주지산에서 발생한  민주지산 특전사 동사 사고를 바탕으로 대한민국 국방부에서 제작하였다.